# Primera D Metropolitana
Primera D Metropolitana jest jedną z dwóch lig składających się na piątą ligę argentyńską. Liga składa się z 18 klubów z Buenos Aires i okolic. Równolegle do niej rozgrywana jest złożona z prowincjonalnych klubów liga Torneo Argentino C.
Zwycięzcy Primera D uzyskują automatycznie awans do Primera C Metropolitana, wchodząc na miejsce ostatniej drużyny z tabeli wyższej o szczebel ligi. Następne 5 najlepszych drużyn (które zajęły w tabeli miejsca od 2 do 6) rozgrywają serię meczów barażowych, a ostateczny zwycięzca uzyskuje prawo stoczenia barażowego pojedynku z przedostatnim zespołem w tabeli ligi Primera C Metropolitana.
Klub który zajmie ostatnie miejsce w lidze odpada z ligowego systemu organizowanego przez narodową federację AFA. Pozostaje mu walka w ligach regionalnych o powrót do piątej ligi.

## Historia
Primera D utworzona została w 1974 roku, gdy AFA dokonała reorganizacji ligi Aficionados, rozgrywanej w latach 1962–1973. Poprzedniczką ligi Aficionados była liga zwana Tercera de Ascenso, której rozgrywki trwały w latach 1950–1961.
Pierwotnie Primera D była czwartą ligą argentyńską (mistrzostw Metropolitano). W 1986, gdy w wyniku reform utworzono nową, ogólnonarodową drugą ligę argentyńską (Primera B Nacional), Primera D stała się piątą ligą argentyńską.

## Lista mistrzów Primera D
| Sezon            | Mistrz                          |
| ---------------- | ------------------------------- |
| 1974             | Barracas Central                |
| 1975             | Tristán Suarez                  |
| 1976             | Defensores de Cambaceres        |
| 1977             | General Lamadrid                |
| 1978             | Piraña (nie istnieje)           |
| 1979             | Atlético San Miguel             |
| 1980             | Atlético Brown                  |
| 1981             | Barracas Central                |
| 1982             | Defensa y Justicia              |
| 1983             | San Martín de Burzaco           |
| 1984             | Sportivo Dock Sud               |
| 1985             | Argentino de Merlo              |
| 1986/87          | Muñiz                           |
| 1987/88          | Atlético Lugano                 |
| 1988/89          | Ferrocarril Midland             |
| 1989/90          | Liniers                         |
| 1990/91          | Victoriano Arenas               |
| 1991/92          | Deportivo Paraguayo             |
| 1992/93          | Villa San Carlos                |
| Apertura 1993/94 | Atlético Puerto Nuevo           |
| Clasura 1993/94  | Cañuelas                        |
| Apertura 1994/95 | Deportiva Justo José de Urquiza |
| Clasura 1994/95  | Victoriano Arenas               |
| Apertura 1995/96 | Central Ballester               |
| Clasura 1995/96  | San Martín de Burzaco           |
| Apertura 1996/97 | Comunicaciones                  |
| Clasura 1996/97  | Atlético Claypole               |
| Apertura 1997/98 | Juventud Unida                  |
| Clausura 1997/98 | Juventud Unida                  |
| Apertura 1998/99 | Argentino de Merlo              |
| Clausura 1998/99 | Argentino de Merlo              |
| Apertura 1999/00 | Sacachispas                     |
| Clasura 1999/00  | Atlético Fénix                  |
| Apertura 2000/01 | Villa San Carlos                |
| Clasura 2000/01  | Acassuso                        |
| Apertura 2001/02 | Villa San Carlos                |
| Clasura 2001/02  | Sacachispas                     |
| 2002/03          | Sacachispas                     |
| 2003/04          | Barracas Bolívar                |
| 2004/05          | Atlético Fénix                  |
| Apertura 2005/06 | Ituzaingó                       |
| Clausura 2005/06 | Liniers                         |
| Apertura 2006/07 | Deportiva Berazategui           |
| Clausura 2006/07 | Leandro N. Alem                 |